# 일셀릴 라르센
일셀릴 라르센(덴마크어: Ilselil Larsen, 1934년 7월 1일 ~ )은 덴마크의 배우이다. 1940년부터 1958년까지 영화 16편에 출연했다.

## 주요 출연 작품
- 1945년 《출생 사건》 (Fallet Birte)
- 1949년 《사랑이 승리한다》 (Kärleken segrar)
- 1953년 《4명의 아버지》 (Far till fyra)
- 1954년 《서커스 판당고》 (Cirkus Fandango)